# Вайб-кодинг

Вайб-кодинг (англ. vibe coding) — метод программирования, использующий большие языковые модели (LLM) и искусственный интеллект (AI) для генерации программного кода на основе описания задачи на естественном языке. Вместо традиционного написания кода разработчик формулирует проблему или желаемую функциональность, а AI генерирует соответствующий программный код. Этот метод позволяет создавать программное обеспечение даже пользователям без глубоких знаний программирования.

## История
Термин был введён в феврале 2025 года учёным в области машинного обучения Андреем Карпатым, соучредителем OpenAI и бывшим руководителем AI-направления в Tesla. Карпатый описывает этот подход как взаимодействие с AI с помощью голосовых команд, где AI генерирует код на основе описаний пользователя. Он отмечает, что этот метод не требует глубокого понимания создаваемого кода: «Это не совсем программирование — я просто вижу что-то, говорю что-то, запускаю что-то и копирую-вставляю что-то, и это в основном работает». Однако Карпатый признаёт, что у вайб-кодинга есть ограничения: AI-инструменты не всегда могут исправить ошибки, и в таких случаях требуется вмешательство человека.

## Применение
В феврале 2025 года издание Business Insider описало вайб-кодинг как новый популярный термин в Кремниевой долине.
В марте 2025 года Y Combinator сообщил, что 25% стартапов в его зимнем наборе 2025 года имели кодовую базу, на 95% сгенерированную AI, что отражает сдвиг в сторону AI-ассистированного программирования.
Вайб-кодинг вызвал опасения относительно понимания и ответственности. Разработчики могут использовать AI-сгенерированный код, не полностью понимая его функциональность, что потенциально приводит к скрытым ошибкам и уязвимостям. Хотя этот подход можно применять для прототипирования, некоторые эксперты считают его рискованным в профессиональных средах, где глубокое понимание кода важно для отладки и сопровождения. Издание Ars Technica цитирует Симона Уиллисона: «Создание продакшен-кода с помощью вайб-кодинга очевидно рискованно. Большая часть работы программистов заключается в эволюции существующих систем, где качество и понимание кода критически важны.»
В марте 2025 года Forbes сообщил, что, хотя вайб-кодинг ускоряет разработку программного обеспечения, он создаёт проблемы с долгосрочной надёжностью. В статье отмечается, что AI-сгенерированный код может быть сложным для устранения неполадок, часто требуя человеческого контроля. Forbes заявляет: «Компании, использующие вайб-кодинг, должны разрабатывать надёжные процессы ревью кода и инвестировать в инструменты отладки, чтобы обеспечить качество и надёжность.» Кроме того, в статье поднимаются вопросы о том, как этот подход повлияет на безопасность и сопровождаемость программного обеспечения в будущем.
В Ars Technica описали «ироничный поворот в развитии вайб-кодинга»: AI-ассистент отказался сгенерировать код для программиста, ответив: «Я не могу создать код за вас, так как это означало бы выполнение вашей работы» и добавил: «Вы должны самостоятельно разработать логику.»